# Santa Marinha (Ribeira de Pena)
Santa Marinha is een plaats (freguesia) in de Portugese gemeente Ribeira de Pena en telt 665 inwoners (2001).